# Schmidighischere
Die Ortschaft Schmidighischere (auch Schmidigenhäusern) ist die grösste Ortschaft im schweizerischen Binntal.
Sie gehört zur Gemeinde Binn und wird oft fälschlicherweise als Binn bezeichnet, obwohl es keine Ortschaft namens Binn im Binntal gibt.

## Geschichte
Die Ortschaft gehörte immer zur Talschaft Binn und teilt sich deshalb deren politische und kirchliche Geschichte. Sie befindet sich an der Stelle, wo die alte Strasse die Talseite wechselt. Die steinerne Bogenbrücke über die Binna stammt aus dem Jahre 1564.
In und um die Ortschaft wurden viele prähistorische Gräber gefunden, was auf eine frühe Besiedlung schliessen lässt. So wurden beispielsweise 1881 beim Bau des Hotels Ofenhorn auf dem Areal uf em Acher neun keltische und gallorömische Gräber gefunden und bei der Erweiterung 1897 weitere 15.
Die erste urkundliche Erwähnung der Ortschaft, damals noch als Schmidingerro huseren, erfolgte 1437. Durch ihre zentrale Lage im Tal wurde sie Sitz der Gerichtsbank, und somit das weltliche Zentrum des Tales. Einzig das kirchliche Zentrum befand sich nicht hier, denn die Pfarrkirche befindet sich westlich im Ortsteil Wileren.

## Gebäude

### Antoniuskapelle
Unmittelbar neben der Brücke befindet sich die Kapelle des heiligen Antonius von Padua. Sie wurde 1690 erbaut.

### Hotel Ofenhorn
Das Hotel Ofenhorn wurde 1881 erbaut und 1897 rückseitig erweitert. Das dreigeschossige Haus ist ein typischer Hotelbau der Belle Epoque und ist auch das grösste Gebäude im Binntal. Das Hotel wurde als Berghotel mit reinem Sommerbetrieb erbaut und wird auch heute noch so betrieben. Es wurde nach rund hundert Jahren geschlossen und drohte zu verfallen. Daraufhin wurde 1987 die Genossenschaft Pro Binntal gegründet, die sich dem Erhalt und der fachgerechten Renovierung des seit 1990 unter Schutz stehenden Baus verschrieben hat. Dank der Genossenschaft ist das Hotel im Sommer wieder geöffnet. In ihm werden auch einige Gegenstände aus den keltischen und gallorömischen Gräbern gezeigt, die beim Bau entdeckt wurden.